# Berliner Ecke

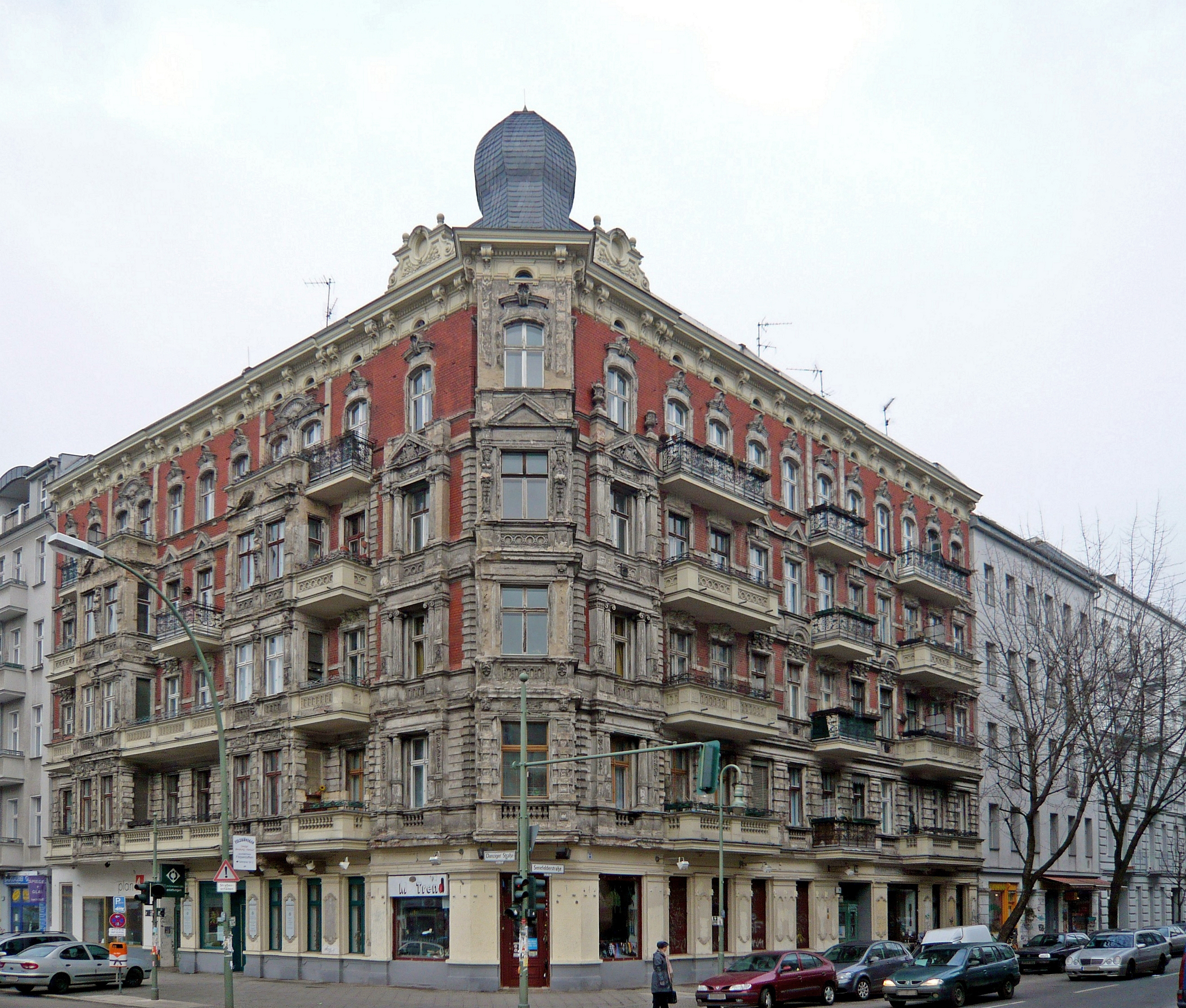
Gründerzeit-Hausecke an der Danziger Straße / Ecke Senefelderstraße in Berlin

Berliner Ecke ist eine im Städtebau und der Architektur verwendete Bezeichnung für verschiedene Arten der abgeschrägten bzw. stumpfen Ecke an Platzecken an Gebäudeecken oder an Innenhofwänden. Die Bezeichnung ist bisher überwiegend in Berlin verwendet worden, obwohl in anderen deutschen und teilweise europäischen Städten ebenfalls abgeschrägte Ecken gebaut worden sind. 

## Begriff, Geschichte und Ausprägungen

### Überblick
Geschichte und Typologie der Berliner Ecke sind noch nicht erforscht. Der Begriff wurde und wird in Berlin und auf Berliner Bauten bezogen verwendet. Der älteste bekannte Beleg des Begriffs Berliner Ecke stammt aus dem Jahr 1877 im Zusammenhang mit abgeschrägten Innenecken in Berliner Mietshaus-Hinterhöfen. Doch hat sich diese Bezeichnung nicht durchgesetzt und wurde dort allenfalls später von Bauhistorikern aufgegriffen.
Verbreiteter ist der Begriff Berliner Ecke im Berliner Städtebau und in der Architektur, wo er mindestens seit der ersten Hälfte des 20. Jahrhunderts von Berliner Architekturhistorikern benutzt wurde. Zuvor verwendeten Berliner Zeitgenossen und die meisten Architekten dafür noch den schlichten Begriff stumpfe Ecke (1862).

### Berliner Ecke im Städtebau
Berliner Ecken entstanden in Berlin zunächst im städtebaulichen Maßstab bei Platzplanungen. Erste Beispiele plante Peter Joseph Lenné für das Köpenicker Feld, die spätere Luisenstadt bzw. Kreuzberg, wo er zwei besondere Plätze anlegte „in der Form eines über Eck gestellten Quadrates, das die Straßenkreuzung zu einem rhombenförmigen Platz erweitert“. Diese späteren Plätze Moritzplatz und Heinrichplatz (seit 2022: Rio-Reiser-Platz) mit ihren vier Straßeneinmündungen zeigten breite 45°-Baublockabschrägungen, die jeweils vier Parzellen aufnahmen. Architektonisch akzentuiert wurde dabei nicht die gesamte abgeschrägte Platzwand, vielmehr gab es teilweise „charakteristische turmartige Erhöhungen“ der Eckgebäude an den vier Straßeneinmündungen.

Berliner Ecken als abgeschrägte Platzseiten in Berlin
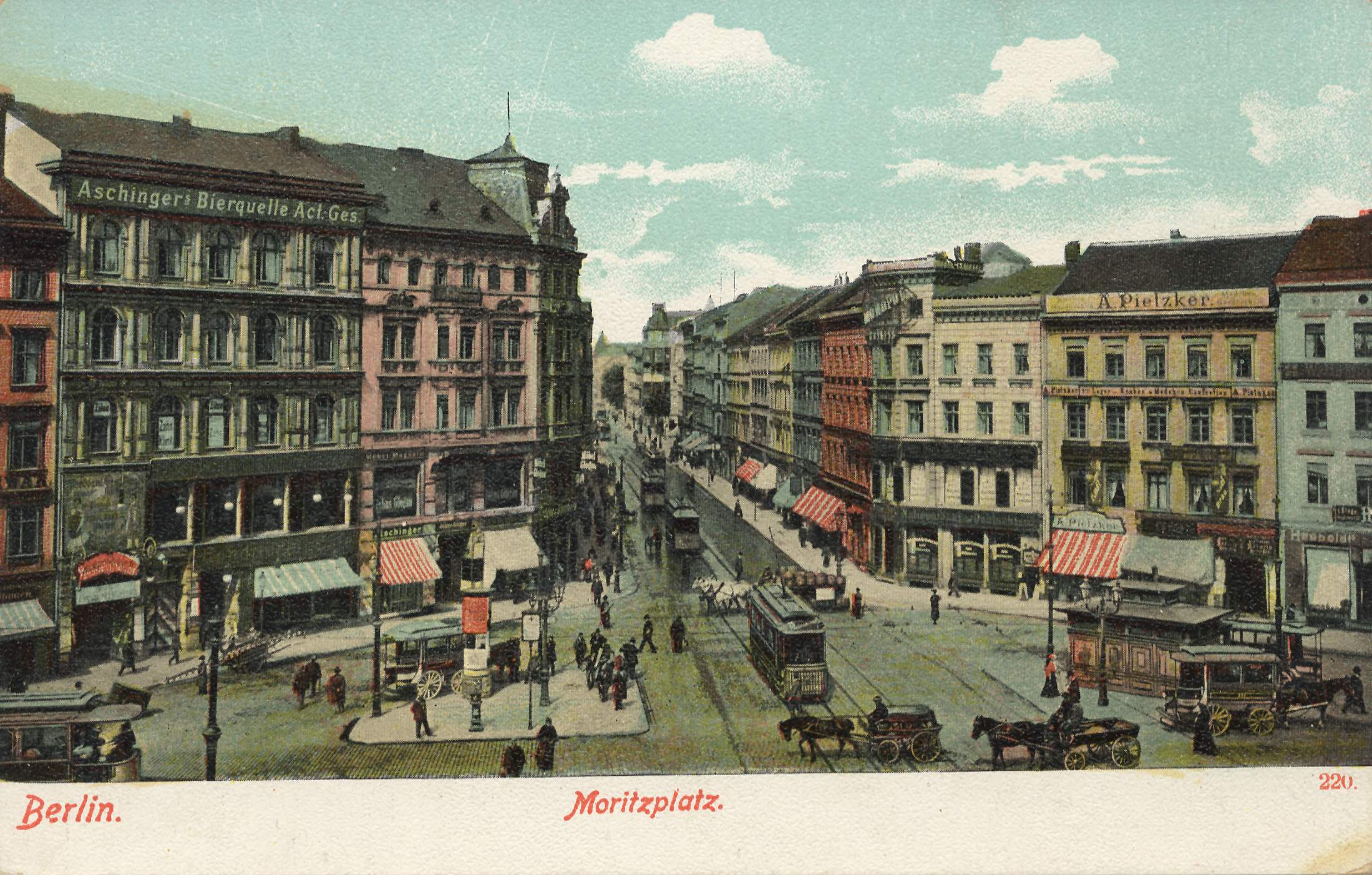
Moritzplatz mit zwei Berliner Ecken als abgeschrägte Platzwände (1900)
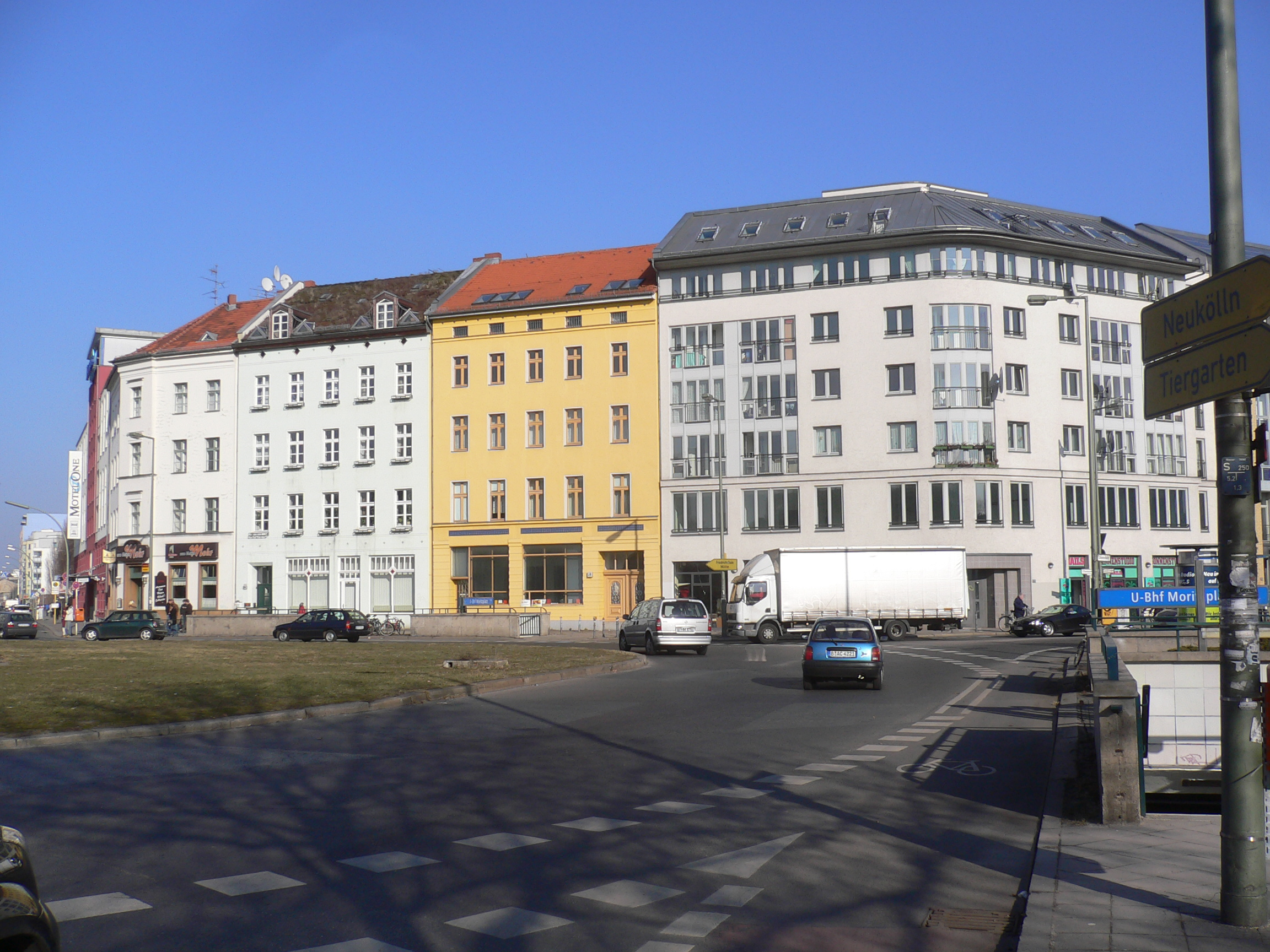
Berliner Ecke am Moritzplatz
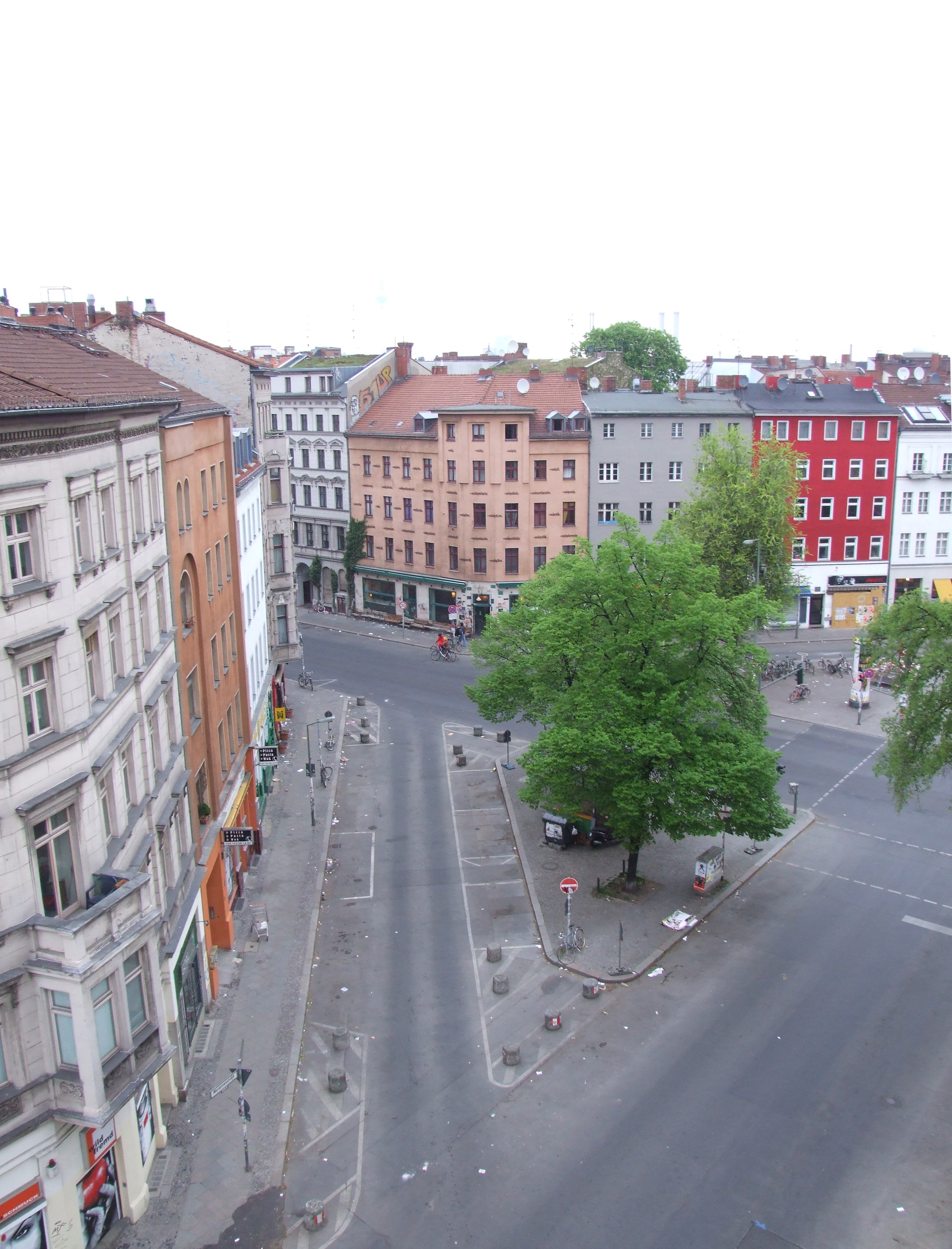
Zwei abgeschrägte Platzwände am Rio-Reiser-Platz
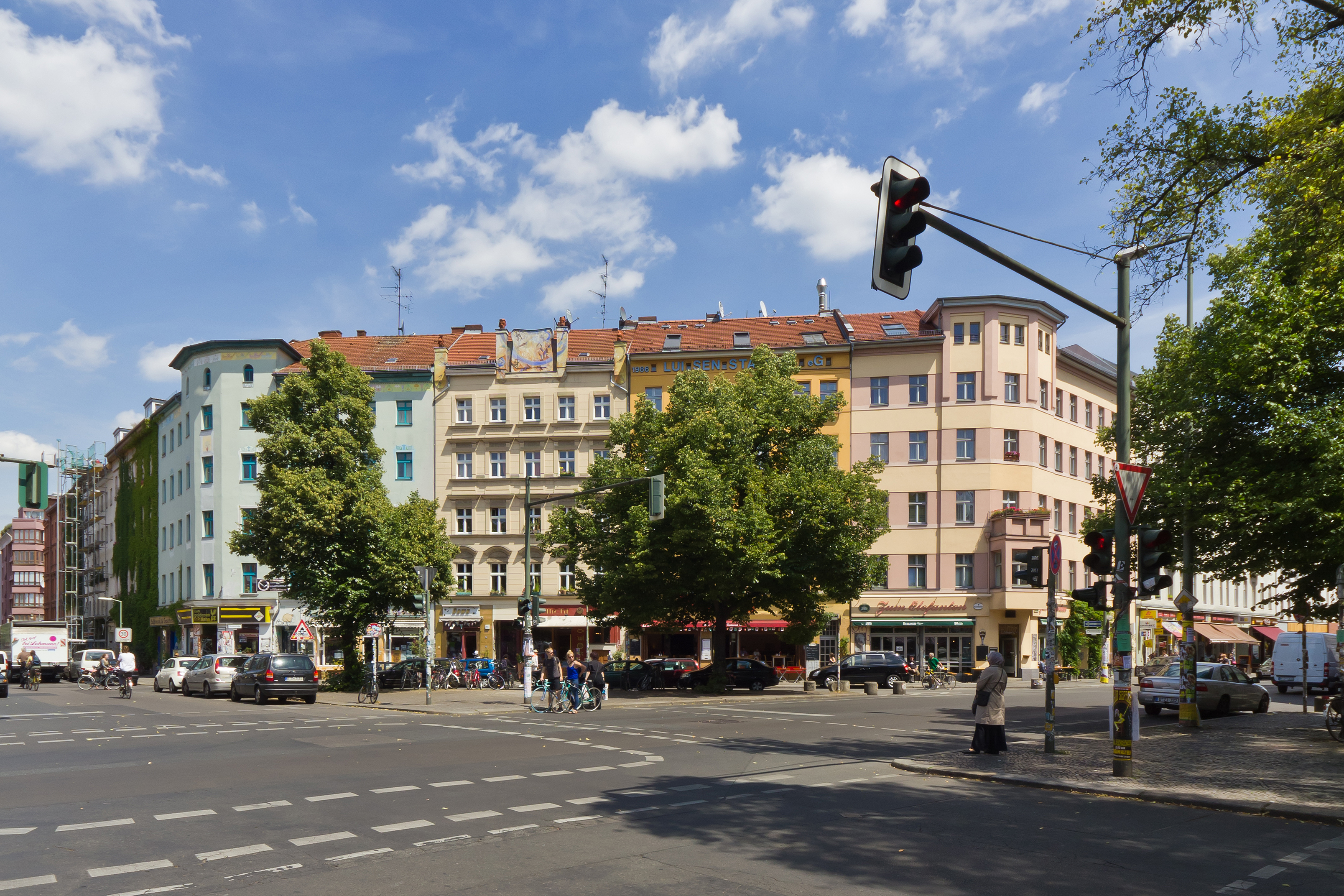
Abgeschrägte Berliner Ecke am Rio-Reiser-Platz mit abgestuckten Resten der turmartigen Überhöhungen an den Straßeneinmündungen

### Berliner Ecke in der Außenarchitektur
Die städtebauliche Idee der Akzentuierung von Plätzen durch Abschrägungen ist später bei rechteckigen Baublöcken auch auf die Architektur einzelner Gebäude übertragen worden, wo der rechte oder spitze Winkel des Eckgrundstücks ebenfalls einen stumpfen Winkel bekam. Architektonisch aufgewertet werden konnte die abgeschrägte Ecke allerdings erst, nachdem die Berliner Bauordnung von 1853 nicht mehr galt, denn diese gebot eine strikte Einhaltung der Baufluchten und untersagte Balkone und Erker-Vorbauten. Bekannt geworden ist die architektonisch abgeschrägte Ecklösung durch zahlreiche Berliner Gründerzeit-Bauten und wurde oft durch dekorative Elemente wie Fassadenschmuck, Balkons oder Erker sowie kleine Türmchen betont. Unter Architekten hat sich die Bezeichnung Berliner Ecke für die Außenarchitektur auch in anderen Städten verbreitet, wie zwei Beispiele aus Flensburg und Wien zeigen.

Berliner Ecken an Eckgebäuden in Berlin aus verschiedenen Bauphasen
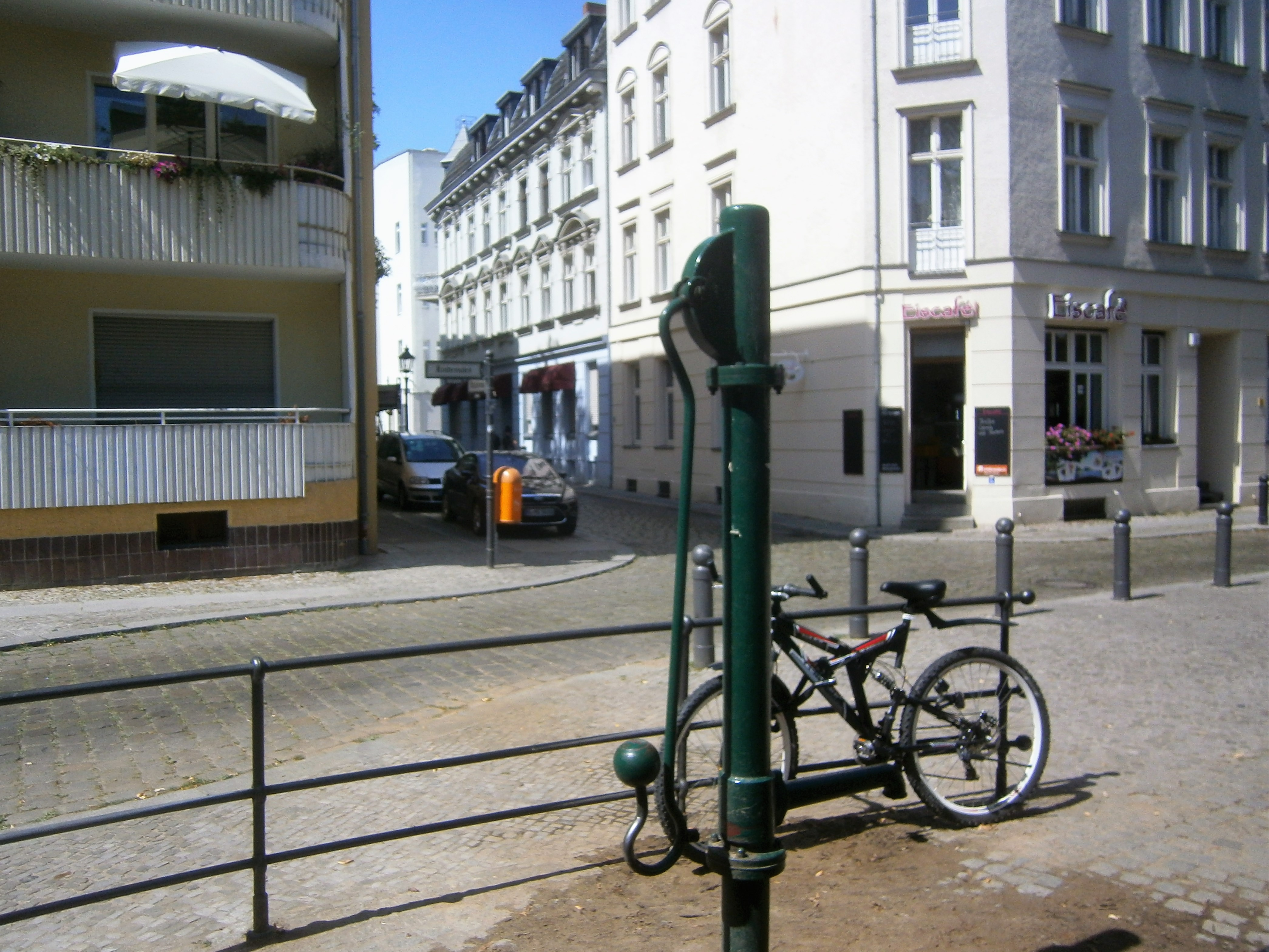
Altbau am Lindenufer / Ecke Wasserstraße
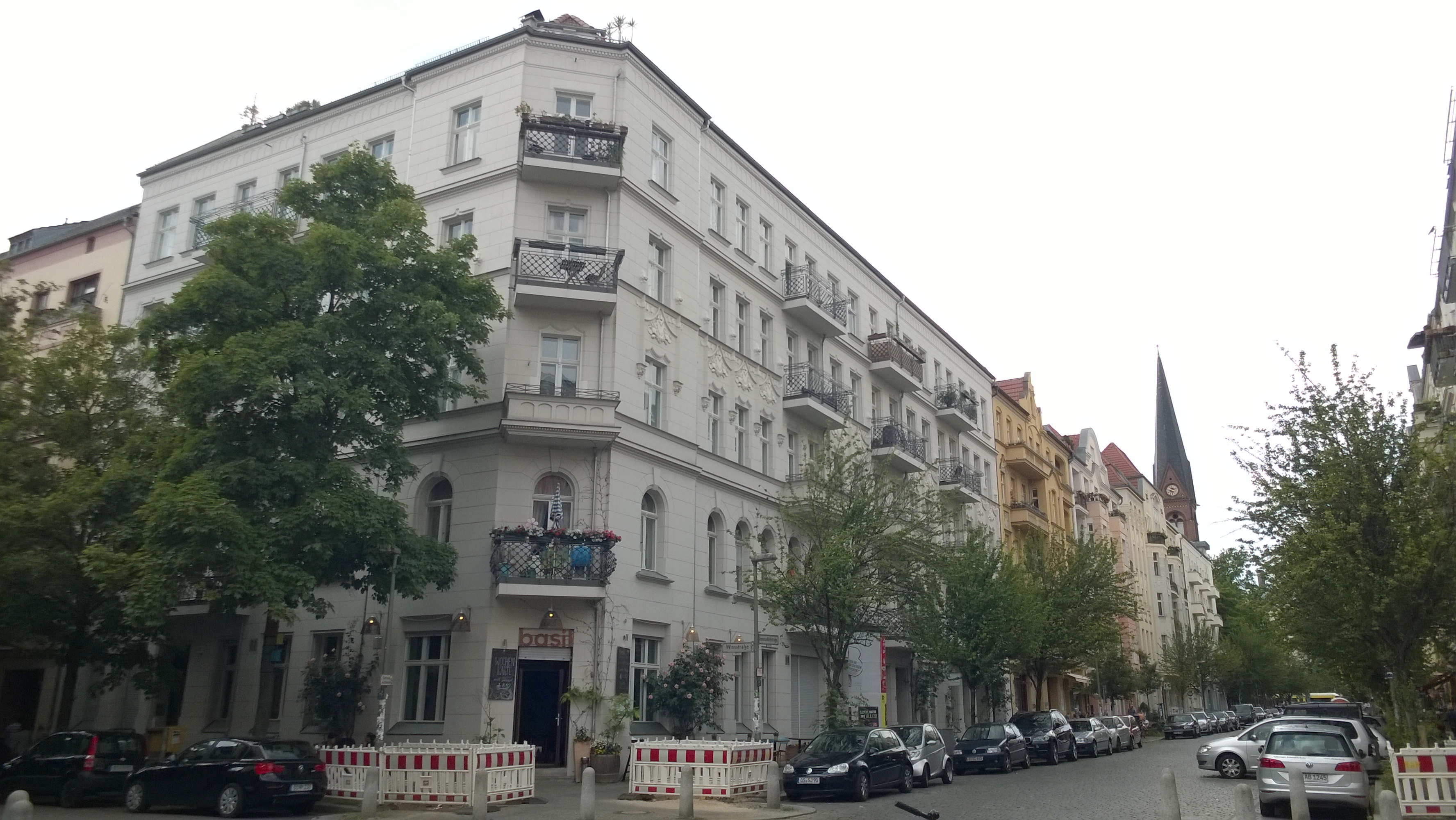
Winsstraße / Ecke Immanuelkirchstraße
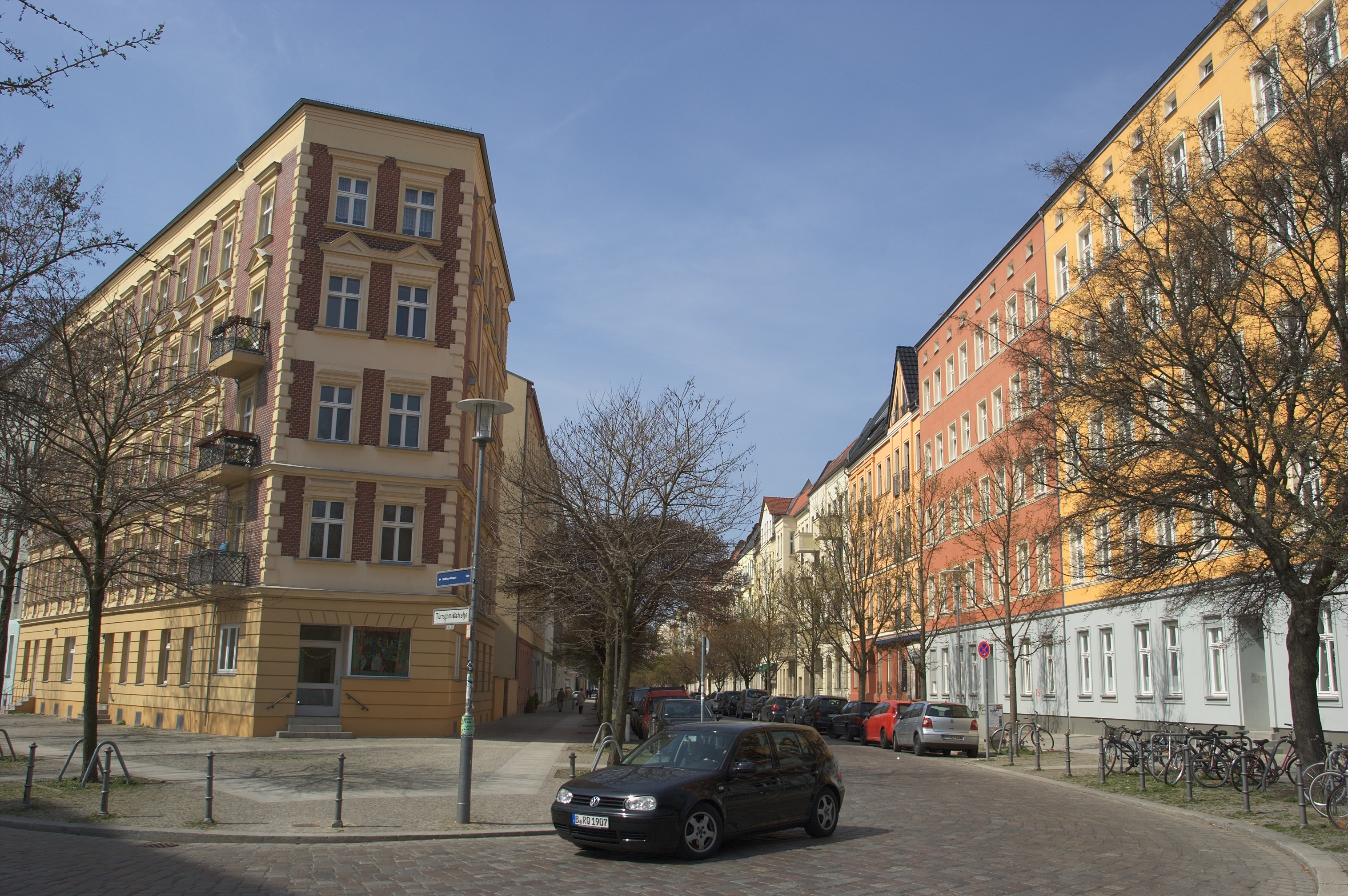
Türrschmidt- / Ecke Kaskelstraße
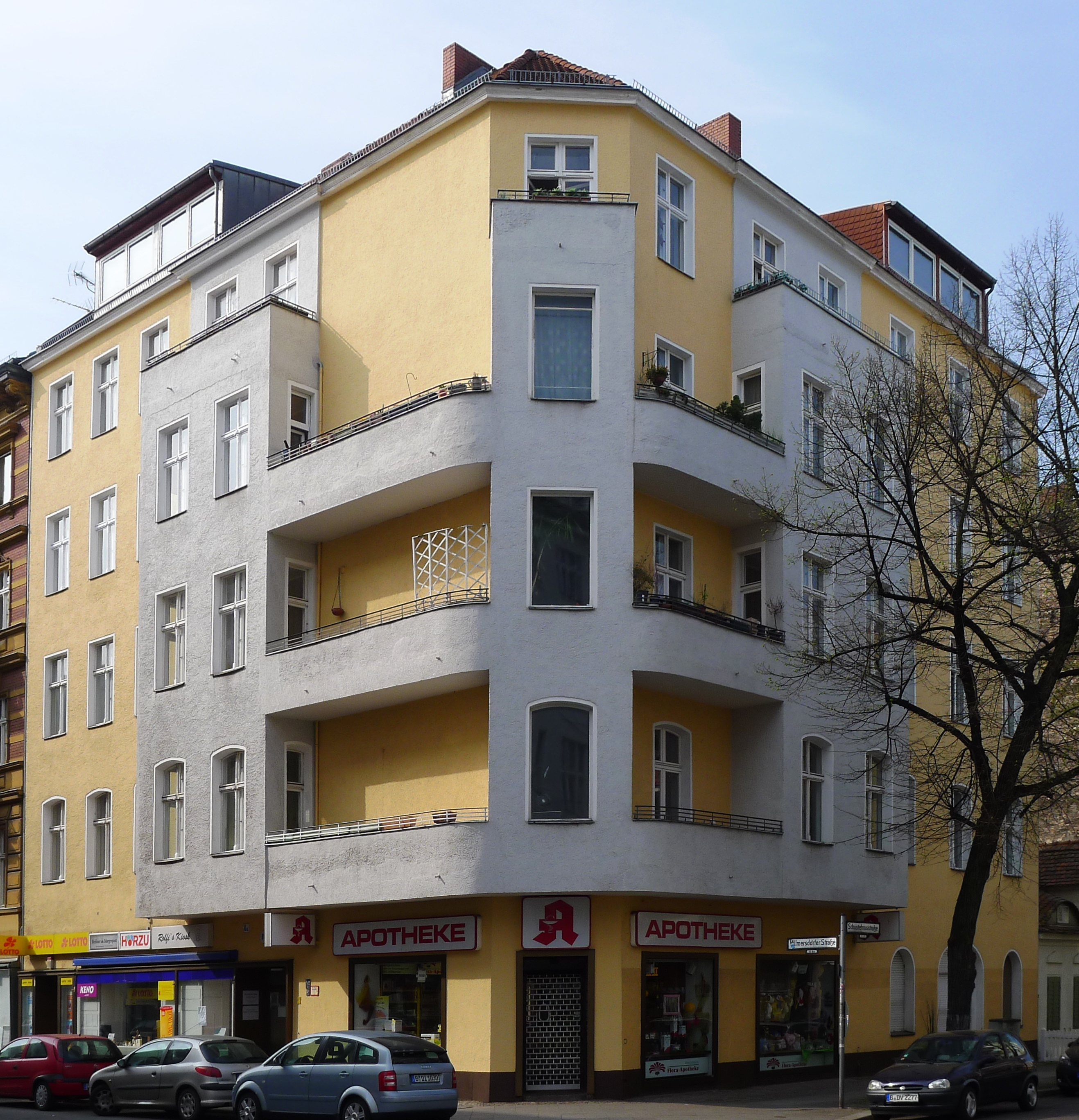
Modernisiertes Wohnhaus an der Wilmersdorfer Straße / Ecke Schustehrusstraße
Neuere Berliner Ecke in der Kantstraße / Ecke Uhlandstraße
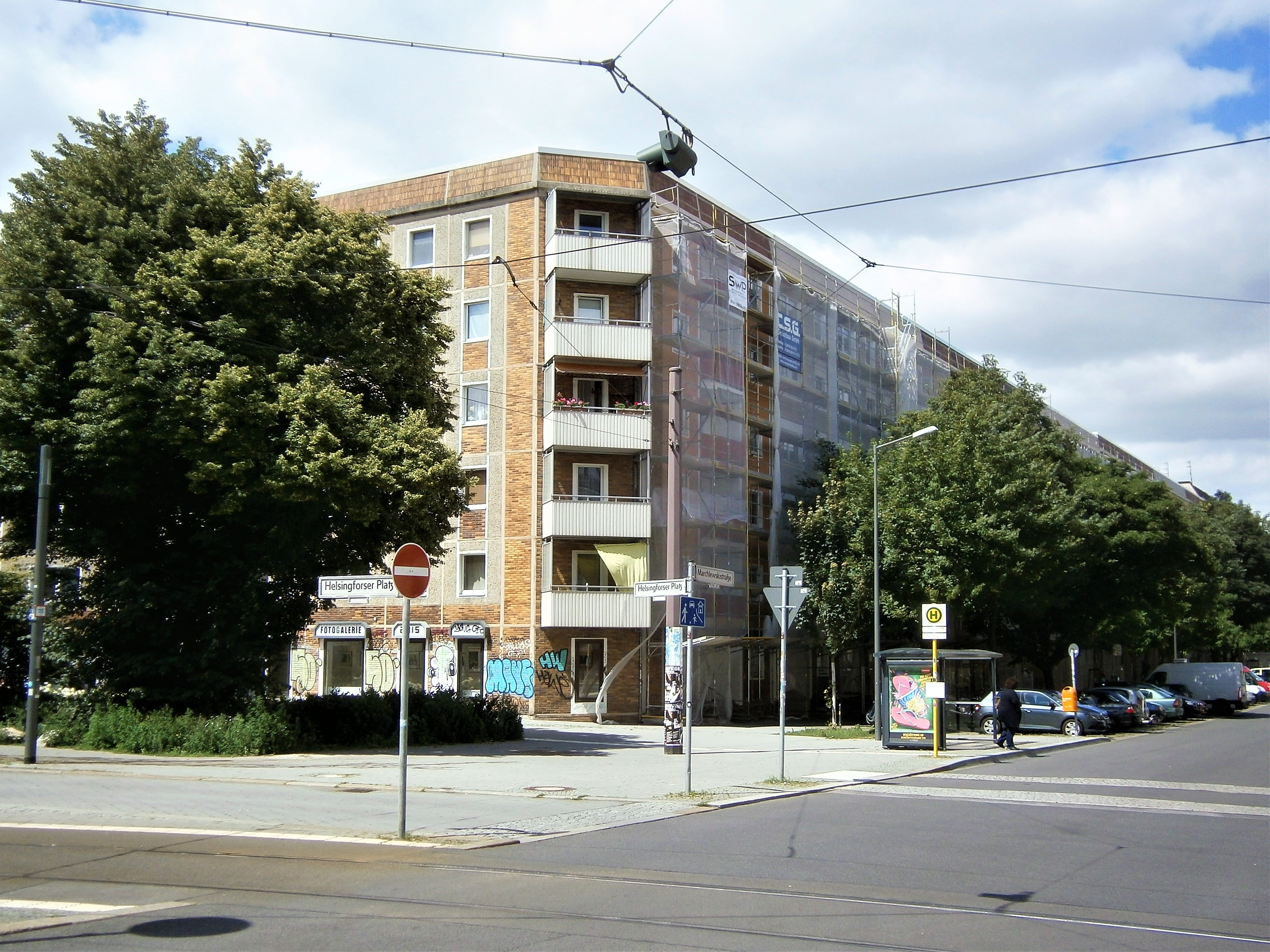
Eine der ersten Plattenbau-Berliner Ecken an der Marchlewskistraße / Ecke Helsingforser Straße
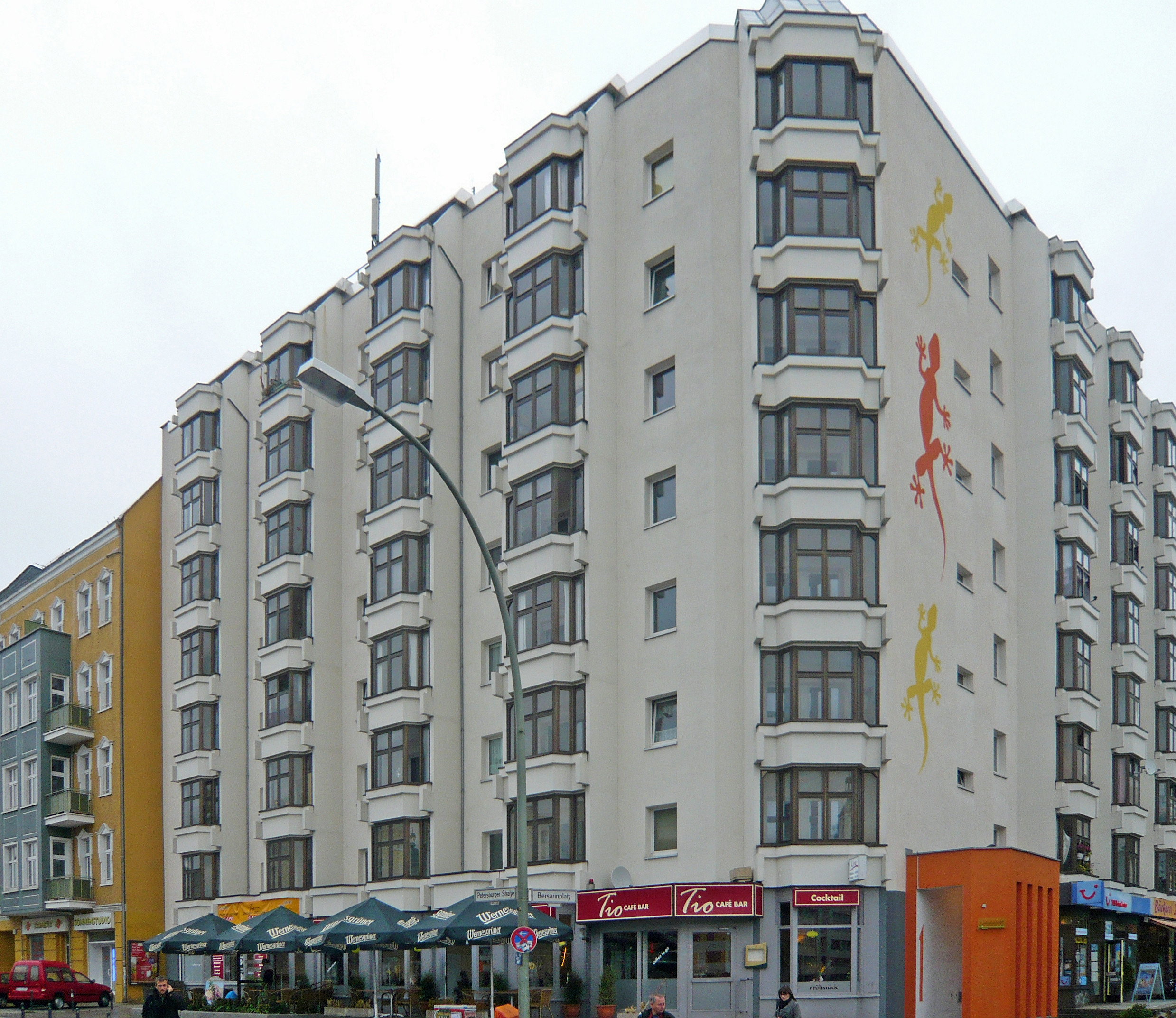
Moderne Berliner Ecke am Bersarinplatz / Ecke Petersburger Straße

Auch nach dem Zweiten Weltkrieg, als anstelle der abgetragenen Ruinen Neubauten entstanden, setzten Architekten mit modernen Materialien und Fassadenplatten die architektonische Idee der Berliner Ecke fort. Erste Plattenbau-Berliner Ecken sind aus den 1980er Jahren an der Marchlewskistraße in Berlin-Friedrichshain (siehe Bild) und an der Charlottenstraße Ecke Friedrichstraße in Mitte nachweisbar. Zuständig für die beiden Pilotbauprojekte waren das Berliner Baukombinat und das Kombinat Ingenieurhochbau. Die moderne Berliner Ecke der DDR-Kombinate verzichtete auf Türmchen und Fassadenstuck, griff aber das Erker-Motiv – auch an der abgeschrägten Ecke – auf und bewirkte dadurch eine lebendigere Fassadengliederung.

### Berliner Ecke in Innenhöfen
Die ursprüngliche Begriffsverwendung für Berliner Ecke bezog sich im Jahr 1877 auf Mietshaus-Hinterhöfe und meinte abgeschrägte Innenecken, die bei aufeinander stoßenden Gebäudeflügeln entstehen und eine zusätzliche Fassadenfläche zur Befensterung bilden. Dieses in den Hof vorstoßende Gebäudeteil konnte entweder für das Treppenhaus oder das Berliner Zimmer dienen. − Das erste Bild ist der Obergeschossgrundriss eines Berliner Mietshauses um das Jahr 1896, Raum Nr. 2 ist ein Berliner Zimmer mit entsprechender schräger Hofecke. Das dritte Bild zeigt eine Innenhof-Ecke für ein Treppenhaus.

Berliner Ecken in Hinterhöfen
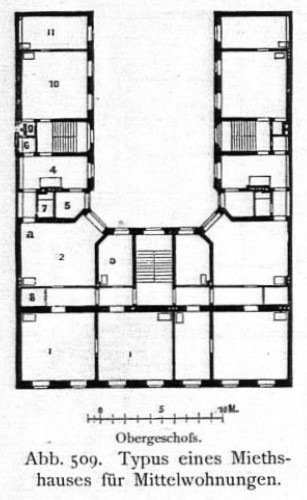
Grundriss mit Berliner Ecke im Innenhof
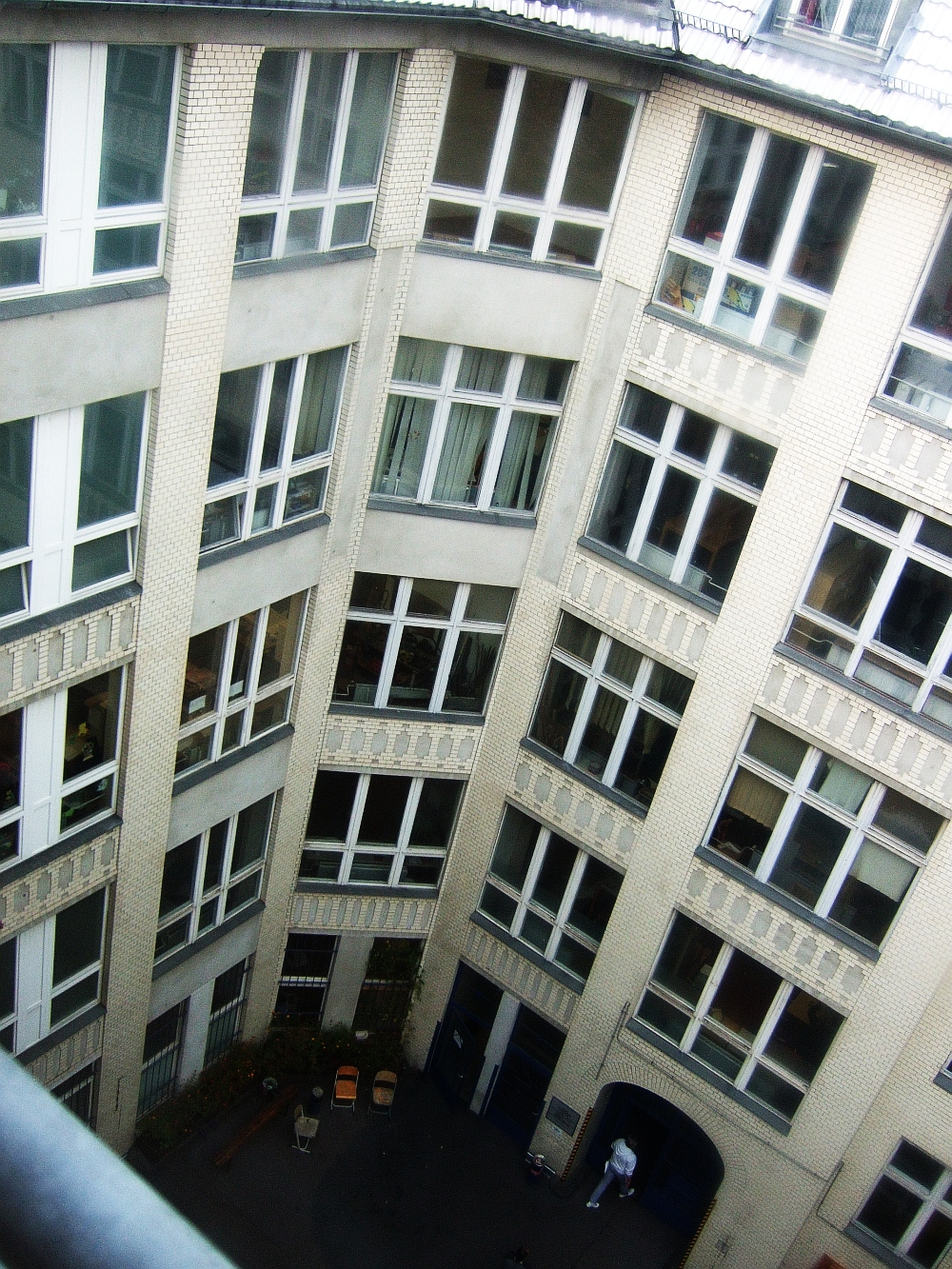
Innenecke in der Michaelkirchstraße 15
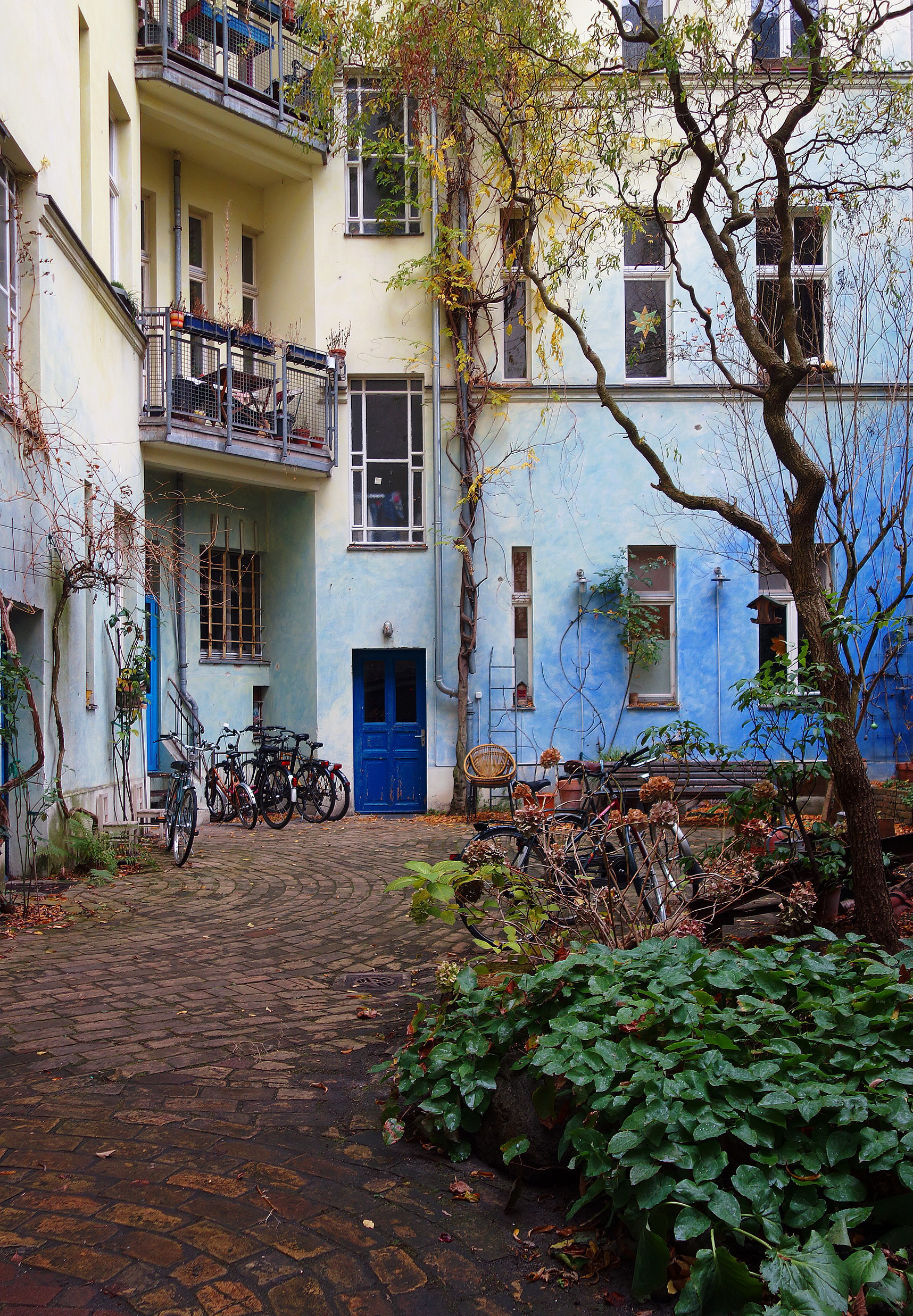
Innenhof in der Nehringstraße 34 mit einem Treppenhaus in der Berliner Ecke